# Álvaro Cunqueiro
Álvaro Cunqueiro Mora (* 22. Dezember 1911 in Mondoñedo; † 28. Februar 1981 in Vigo) war ein spanischer Romanautor, Dichter, Dramatiker, Journalist und Gastronom, ein Meister des phantastischen Erzählens und ein besonders geschätzter zweisprachiger galicischer Autor des 20. Jahrhunderts.

## Leben
Álvaro Cunqueiro Mora studierte am Allgemeinen und Technischen Gymnasium von Lugo. Im akademischen Jahr 1927–1928 schrieb er sich an der Philosophischen Fakultät der Universität von Santiago de Compostela ein, wo er bis 1935/1936 blieb, obwohl er während all dieser Jahre nicht immatrikuliert war. Nach einiger Zeit widmete er sich der Literatur und dem Journalismus und arbeitete als Redakteur und Mitarbeiter für verschiedene Zeitungen und Zeitschriften, wie El Pueblo Gallego. Während seiner Zeit in Santiago de Compostela besuchte er regelmäßig die Zusammenkünfte im „Café Español“. Er war eines der ersten Mitglieder der Partido Galeguista. Im Oktober 1936 wurde er Lehrer an einem Gymnasium in Ortigueira, wo er sich während des Bürgerkriegs der Falange Española anschloss.
Ab 1936 arbeitete er mit verschiedenen franquistischen Publikationen zusammen. 1939 ließ er sich in Madrid nieder, um als Redakteur für die Zeitung ABC zu arbeiten, bis er 1943 aus der Falange austrat; 1944 wurde ihm der Journalistenausweis entzogen und damit seine Zusammenarbeit mit der Diktatur beendet. Im Jahr 1946 kehrte er nach Galicien zurück und begann, mit den wichtigsten galicischen Zeitungen zusammenzuarbeiten. Vor allem dank Francisco Fernández del Riego begann er, in der Zeitung La Noche aus Santiago de Compostela mitzuarbeiten, und auch seine Artikel in El Progreso, La Voz de Galicia und La Región erschienen regelmäßig. In den 1950er Jahren begann er seine Mitarbeit bei der Zeitung Faro de Vigo und wurde 1961 Redakteur, von 1964 bis 1965 stellvertretender Direktor und von 1965 bis 1970 Direktor. In dieser Zeit schrieb Álvaro Cunqueiro hunderte von Artikeln unter verschiedenen Pseudonymen: Patricio Mor, Álvaro Labrada, Manuel María Seoane usw.
Er war ein vielseitiger Schriftsteller, und sein umfangreiches literarisches Werk umfasst die Bereiche Journalismus, Poesie, Erzählung und Theater sowie Übersetzungen. Im Rahmen einer Avantgarde-Linie veröffentlichte er die Gedichtbände Mar ao Norde (1932) und Poemas do si e non (1933). Cantiga Nova que se chama Riveira (1933) wurde unter dem Einfluss der mittelalterlichen galicisch-portugiesischen Lyrik geschrieben. In den 1940er und 1950er Jahren begann er, sich hauptsächlich auf die Erzählung zu konzentrieren, und veröffentlichte drei wichtige Romane: Merlín e familia e outras historias, As crónicas do sochantre und Se o vello Simbad volvese ás illas. Er veröffentlichte auch mehrere Bücher mit Kurzgeschichten, wie Xente de aquí e de acolá und Escola de menciñeiros.
1959 erhielt er den Nationalpreis der Kritik für Las Chronicas del sochantre, die Übersetzung des Werks ins Galicische. Im Jahr 1961 wurde er Mitglied der Real Academia Galega. Für den Roman Un hombre que se parecía a Orestes erhielt er 1968 den Nadal-Preis und für Herba aquí ou acolá, eine Gedichtsammlung, 1979 den Frol da agua-Preis; im selben Jahr erhielt er für Os outros feriantes den Kritikerpreis für galicische Erzählungen. Als Journalist wurde er mit dem Conde-de-Godó-Preis ausgezeichnet. 1991 wurde ihm der Día de las Letras Gallegas gewidmet.
Cunqueiro war in erster Linie ein avantgardistischer, neotrovadoristischer und kultureller Dichter. Nach dem Spanischen Bürgerkrieg widmete er sich vor allem der Erzählung und dem Journalismus und hinterließ zahlreiche Artikel in Zeitungen wie Vallibria, La Voz de Galicia, El Progreso und Faro de Vigo (eine Zeitung, die er auch herausgab). Das herausragendste seiner theatralischen Werke ist das Stück O incerto señor don Hamlet, príncipe de Dinamarca (1958).
Es war sein ausdrücklicher Wunsch, dass sein Grab als Epitaph den galicischen Text „Eiqui xaze alguén, que coa súa obra, fixo que Galicia durase mil primaveras máis“ tragen sollte. Heute steht dieser Satz auf seinem Grab, zusammen mit einem anderen, der auf Galicisch lautet: „Loubado seña Deus que me permitiu facerme home neste grande reino que chamamos Galicia.“ (deutsch: Gepriesen sei Gott, der mir erlaubt hat, ein Mann in diesem großen Königreich zu werden, das wir Galizien nennen.)